# يو إف سي 127
يو إف سي 127: بن ضد فيتش (بالإنجليزية: UFC 127: Penn vs. Fitch)‏ هو حدث لفنون القتال المختلطة نظمته يو إف سي، أُقيم في 27 فبراير 2011، على سيدني سوبر دوم في سيدني، أستراليا.